# Leven, Dunbartonshire
River Leven (gaeliska Uisge Leamhna, från uisge, "vatten" och leaman, "alm") är en flod i Storbritannien. Den avvattnar Loch Lomond vid Balloch i norr och mynnar i söder i Firth of Clyde vid Dumbarton.